# Bembix carinata
Bembix carinata  (лат.) — вид песочных ос рода Bembix из подсемейства Bembicinae (Crabronidae). Обнаружены в южной Африке: ЮАР. Среднего размера осы: длина тела около 2 см. Тело коренастое, чёрное с развитым жёлтым рисунком. Лабрум вытянут вперёд подобно клюву. В качестве жертв, как и другие сходные виды своего рода, предположительно используют мух. Вид был впервые описан в 1856 году английским энтомологом Фредериком Смитом (Frederic Smith, 1805—1879) по материалам из Южной Африки
.